# Кардіфф-бай-зе-Сі (Енсінітас, Каліфорнія)
Кардіфф-бай-зе-Сі, який зазвичай називають Кардіффом — пляжна спільнота в зареєстрованому місті Енсінітас в окрузі Сан-Дієго, Каліфорнія. Тихий океан знаходиться на заході від Кардіфф-бай-зе-Сі, решта об'єднаного Енсінітаса - на сході та півночі, а пляж і лагуна — на півдні. З населенням менше 12 000 осіб Кардіфф-бай-зе-Сі є частиною міста Енсінітас, але, на відміну від інших громад, що входять до складу Енсінітас, має власний поштовий індекс (92007). У Кардіффі є кілька відомих місць для серфінгу, як-от Свамі та Кардіффський риф.

## Історія
Першими мешканцями були корінні індіанці Кумеяай, яких іспанці називали Дієгеньо. У 1769 році іспанці почали колонізацію цієї території з будівництва Іспанських місій. Перше поселення було засновано родиною МакКіннон у 1875 році. У 1909 році ця фермерська громада почала розвиватися, коли бостонський забудовник Дж. Френк Каллен придбав землю у Маккіннонів. За 30 доларів можна було купити землю і побудувати нові будинки.  Дружина Френка Каллена, Естер, уродженка Кардіффа, Уельс (столиця Уельсу), переконала його назвати громаду «Кардіфф біля моря», а також назвати багато вулиць на честь інших міст Великобританії, таких як Англійські «Бірмінгем», «Оксфорд», «Честерфілд» і «Манчестер», незважаючи на сильний іспанський вплив у цьому районі.  У 1986 році "Кардіфф" об'єднався з сусідніми громадами Леукадія, Олівенхайн і Енсінітас, щоб сформувати зареєстроване місто Енсінітас. 
Композиторський район Кардіффа включає дванадцять вулиць, названих на честь музикантів. Його розробив музичний видавець, який став кінопродюсером, а потім забудовником Віктор Кремер .

## Уряд
Кардіфф є частиною міста Енсінітас, яким керує міська рада з п’яти членів, які обираються на чотири роки з інтервалом у два роки.
У законодавчому органі штату Каліфорнія Кардіфф входить the 36th Senate District  , а в the 76th Assembly District   . 
У Палаті представників Сполучених Штатів Кардіфф знаходиться в California's 49th congressional district   . 

## Кардіффський шкільний округ
У Кардіффі є шкільний округ, що складається з двох шкіл: 
- Cardiff Elementary (K-3)
- Ada Harris Elementary (3-6)

## Кардіффський риф
Кардіффський риф («Риф») — це популярне місце для серфінгу в Кардіффі, де хвилями насолоджуються як професіонали, так і початківці. У 1950-х роках серфінг на The Reef став одним із найпопулярніших місць для серфінгу в окрузі Сан-Дієго .  Кардіффський риф і найближчі місця для серфінгу, Пайпс і Сісайд-Ріф, відомі своєю плавною та однорідною формою хвилі.
Коли приплив низький, відкривається плоский кам’яний риф, який простягається на 50 ярдів від берега. Дослідження цих припливних басейнів є популярним заняттям для відвідувачів Кардіффа.

## Демографія
Згідно з переписом 2010 року, Кардіфф-бай-зе-Сі складається з 72% білих, 20% латиноамериканців, 3% азіатів, 1% афроамериканців і 4% інших 

## Фотографії

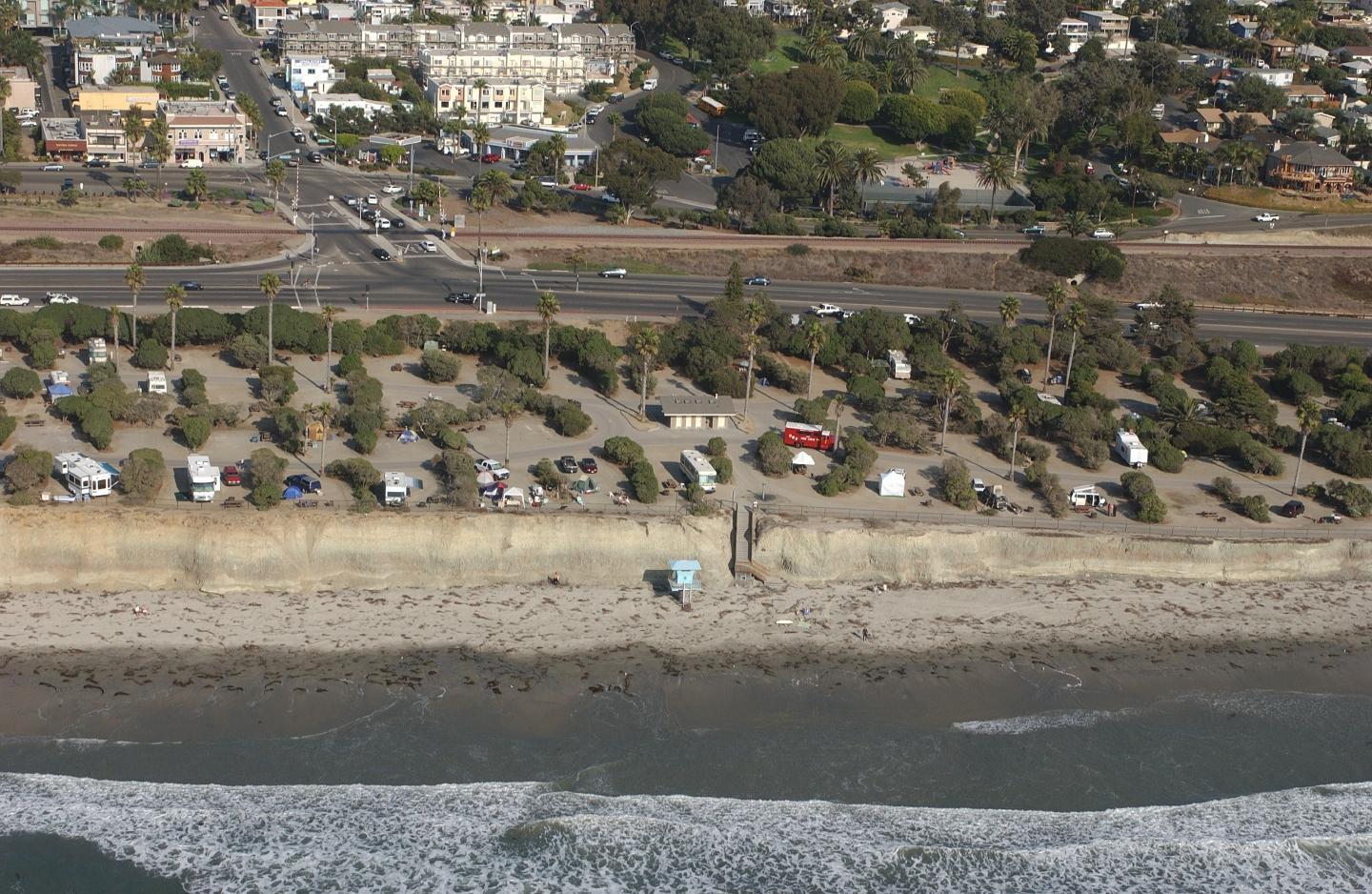
Берегова лінія та кемпінги
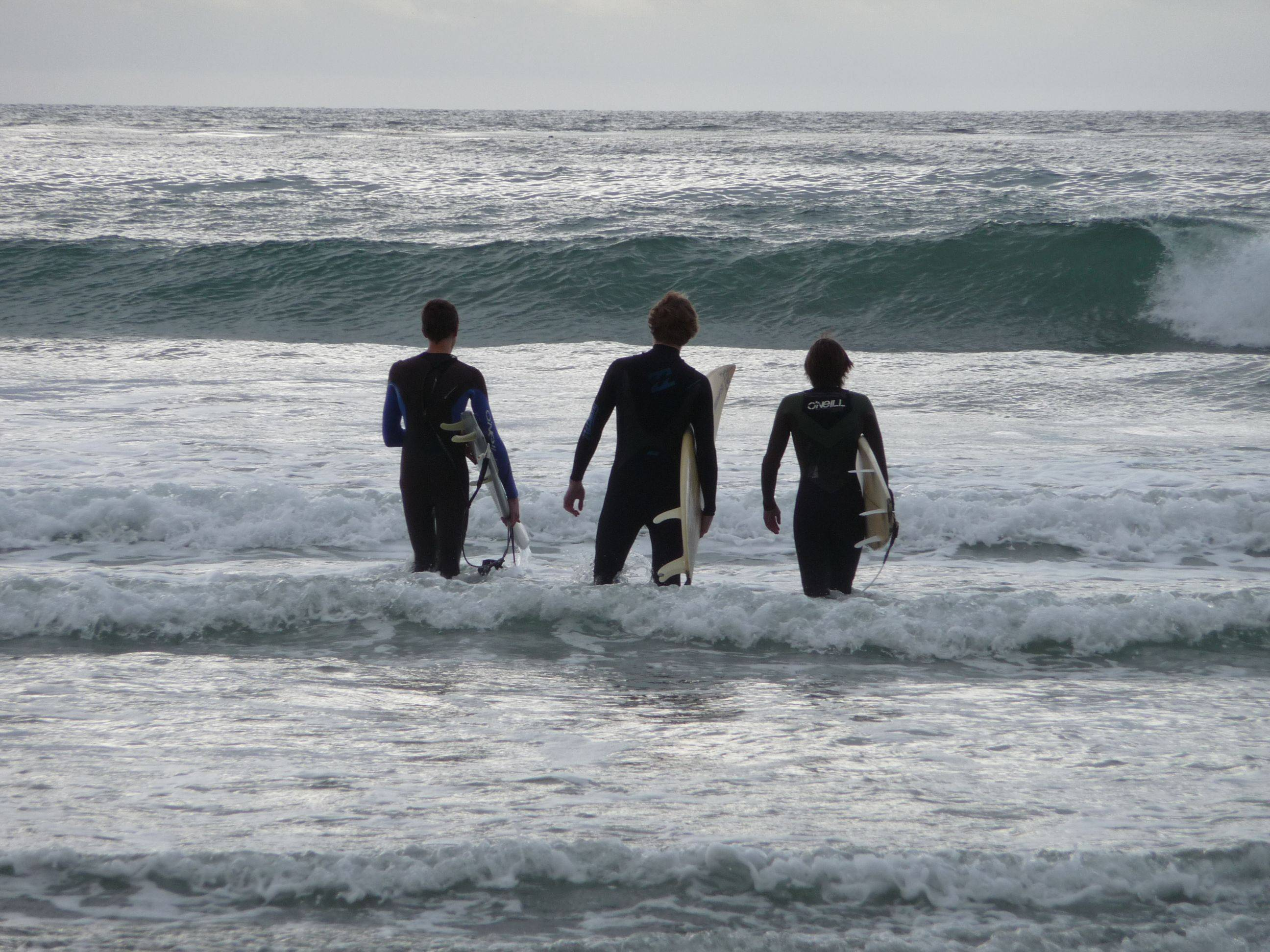
Серфери виходять на Кардіффський риф

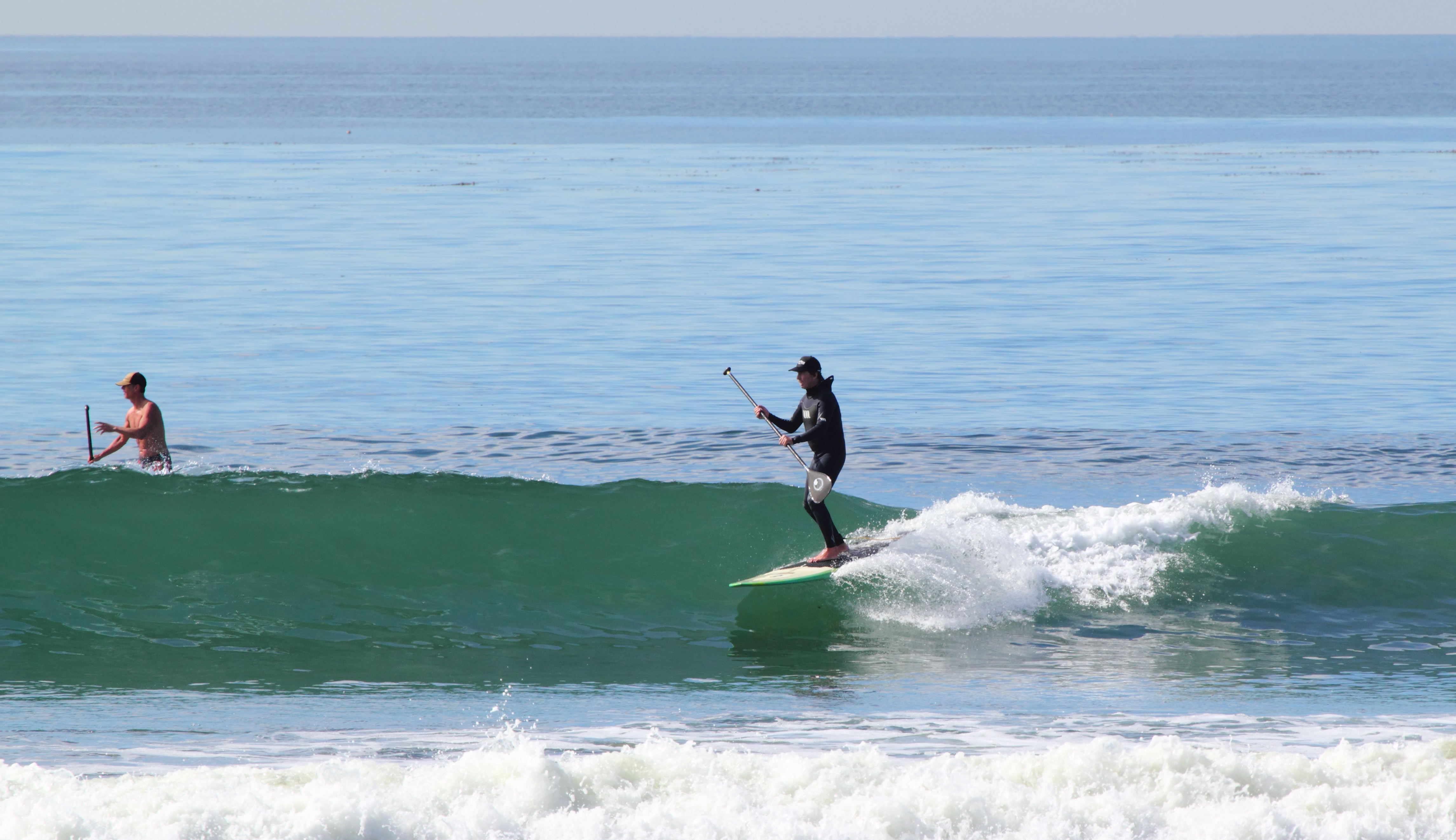
Серфінгісти стоячи на веслах на Кардіффському рифі в Енсінітасі, Каліфорнія.

## Знамениті жителі
- Марк Аллен, колишній професійний триатлоніст [7]
- Скотт Іствуд, актор8[джерело?]
- Лілі Сіммонс, актриса
- Джон Форман, співак/гітарист Switchfoot[джерело?]
- Lyn-Z Адамс Хокінс, професійний скейтбордист[джерело?]
- Чалмерс Джонсон, історик і автор трилогії «Зворотний удар».[джерело?]
- Джонатан Джонс, співак гуртів Waking Ashland і We Shot the Moon[джерело?]
- Френсіс Лі, актриса німого кіно (померла 2000)[джерело?]
- Роб Мачадо, професійний серфер[джерело?]
- Кірк Маккаскілл, бейсбольний пітчер Вищої ліги у відставці[джерело?]
- Емілі Ратаковскі, актриса[джерело?]
- Лукас Гейдж, актор[джерело?]
- Маріон Росс, актриса[джерело?]
- Даррен Харді, видавець журналу Success[джерело?]
- Боб Харо, колишній водій фрістайлу BMX, який став художником і бізнесменом. Він є засновником Haro Bikes і одним із найважливіших новаторів BMX фрістайлу.[джерело?]
- Гюнтер Зайдель, 3-разовий бронзовий призер Олімпійських ігор з виїздки

## Дивіться також
- Кардіфф Кук